# Louise van Lotharingen
Louise van Lotharingen (Nomeny, 30 april 1553 - Château de Moulins, 29 januari 1601), thans begraven in de basiliek van Saint-Denis, was koningin van Frankrijk 1575-1601 en kortstondig koningin-gemalin van Polen en Litouwen (15 februari 1575-12 mei 1575). Zij kreeg als weduwe-goed het hertogdom Berry vanaf 1589 tot haar dood.
Zij was een dochter van Nicolaas van Lotharingen, graaf van Vaudémont en Margaretha van Egmont (1517-1554). Op 15 februari 1575 huwde zij te Reims met Hendrik III van Frankrijk. Het huwelijk bleef kinderloos.

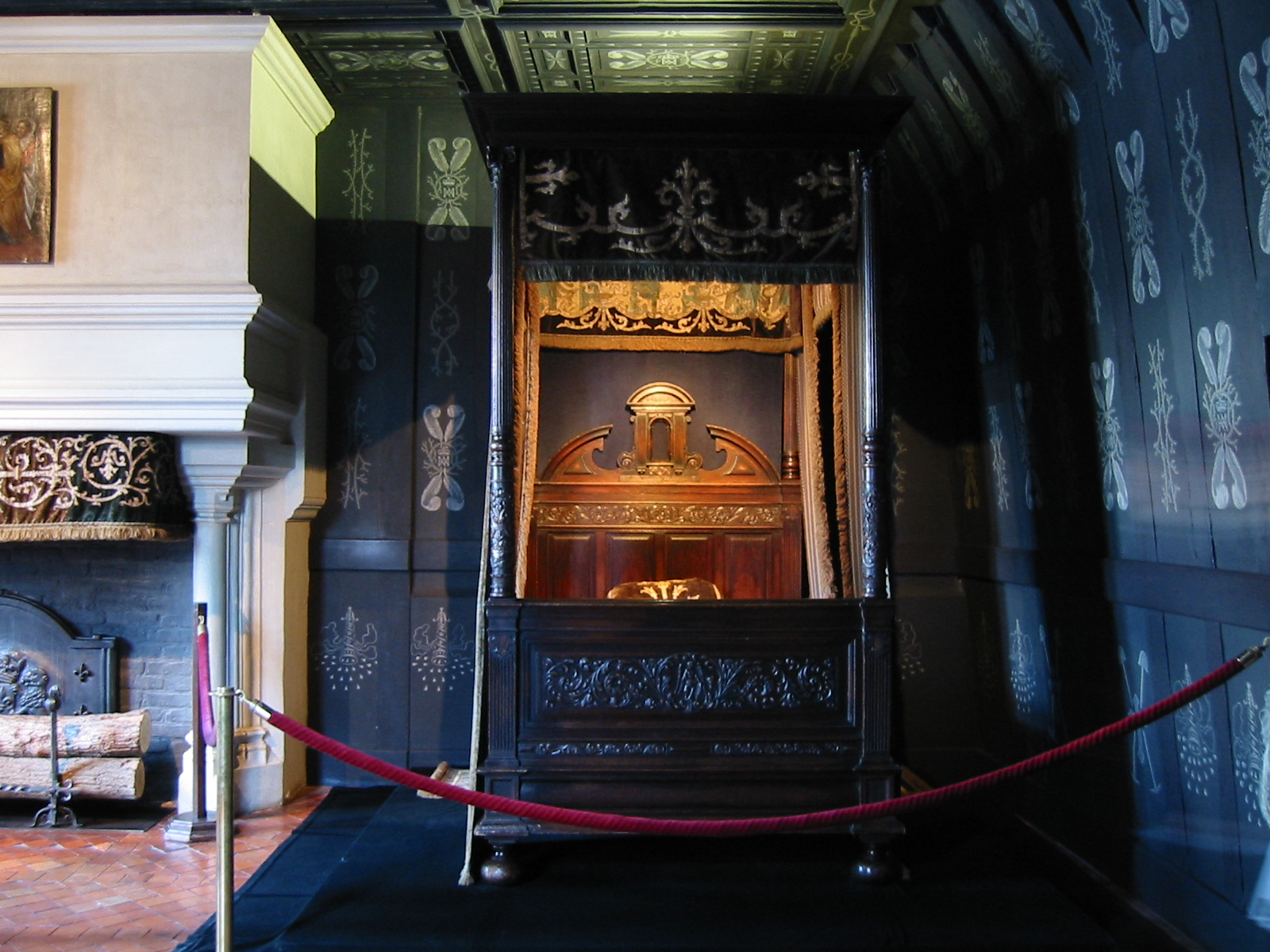
Kamer van Louise in het Kasteel van Chenonceau

Na de moord op Hendrik III op 1 augustus 1589 trok zij zich terug om te rouwen in het Kasteel van Chenonceau, dat is gebouwd op een lieflijke plaats langs de rivier de Cher. Haar in de zwarte en witte rouwkleuren gedecoreerde kamer is daar te bezoeken.